# Municipio de Chief
El municipio de Chief (en inglés: Chief Township) es un municipio ubicado en el condado de Mahnomen en el estado estadounidense de Minnesota. En el año 2010 tenía una población de 96 habitantes y una densidad poblacional de 1,02 personas por km².

## Geografía
El municipio de Chief se encuentra ubicado en las coordenadas 47°22′23″N 95°53′17″O / 47.37306, -95.88806. Según la Oficina del Censo de los Estados Unidos, el municipio tiene una superficie total de 93.81 km², de la cual 90,06 km² corresponden a tierra firme y (4 %) 3.75 km² es agua.

## Demografía
Según el censo de 2010, había 96 personas residiendo en el municipio de Chief. La densidad de población era de 1,02 hab./km². De los 96 habitantes, el municipio de Chief estaba compuesto por el 76,04 % blancos, el 9,38 % eran amerindios y el 14,58 % eran de una mezcla de razas. Del total de la población el 1,04 % eran hispanos o latinos de cualquier raza.